# معركة سجن الحسكة
معركة سجن الحسكة أو معركة سجن غويران، هي عملية هجومًية واسعة النطاق، شنّها تنظيم الدولة الإسلامية على سجن الصناعة في منطقة غويران بمدينة الحسكة السورية، لتحرير مقاتلي داعش المعتقلين من السجن الذي يقع تحت إشراف الإدارة الذاتية الكردية الغربية. وقد أسفرت عن نصر استراتيجي جزئي وانتصار دعائي كبير لتنظيم الدولة الإسلامية، مع تحرير مئات السجناء، بما في ذلك أمراء مهمّين، من الأسر.  ووصف المرصد السوري لحقوق الإنسان الهجوم، بأنه أكبر هجوم ينفذه تنظيم الدولة الإسلامية منذ خسارته آخر أراضيه السورية الرئيسية في عام 2019. واستمرت المعركة في سجن الصناعة بين تنظيم الدولة الإسلامية وقوات سوريا الديمقراطية لأكثر من أسبوع. قُتل فيها 346 عنصرًا من مقاتلي داعش، و154 عنصرًا من قوات سوريا الديمقراطية، أثناء محاولة الأخير استعادة السيطرة على السجن بمساعدة الغارات الجوية للتحالف. واعتقلت قوات سوريا الديمقراطية 1100 سجين. بينما بقي قرابة 400 سجين في عداد المفقودين في القتال.

## الجدول الأحداث

### 20 يناير
حدثت الموجة الأولى من الهجوم في وقت متأخر من ليل 20 يناير 2022، بعد أن هاجم تنظيم داعش السجن بسيارة ودراجة نارية مفخختين، أعقبه هجوم بري بإطلاق النار على السجن. بالأسلحة الثقيلة. واندلع حريق ضخم بسبب الانفجارات في منطقة السجن، وقد شوهدت الحرائق المنبعثة من اتجاه السجن من أنحاء المدينة. كما أثار الهجوم أعمال شغب بين السجناء، الذين تمكنوا من الوصول إلى أسلحة وذخائر  موظفي السجن، ثم بدأوا هجومًا شاملاً وسيطروا على جزء من السجن، حينها تمكن العديد من السجناء من الفرار.

### 21 يناير
وفي اليوم التالي، استمرت الاشتباكات والقتال، وانتشر مقاتلو تنظيم داعش في منطقة الزهور بمدينة الحسكة وتمكنوا من السيطرة على جزء من السجن، حينها أرسلت قوات التحالف الدولي القوات إلى المنطقة لدعم القوات الكردية والسيطرة على الوضع جوياً وبرياً. وعملت قوات سوريا الديمقراطية بشكل سريع على الرد، بدعم من طائرات التحالف الدولي التي قصفت مواقع داعش. وتعقبت قوات سوريا الديمقراطية السجناء الفارين من السجن وتمكنت من اعتقال 89 عنصرًا. وأدت الاشتباكات إلى انقطاع الكهرباء عن عدة مناطق في المدينة. خلال الاشتباكات شنت الطائرات المقاتلة الأمريكية غارتين جويتين على مباني كان يختبئ فيها مقاتلو داعش في المدينة. وأفاد المرصد السوري لحقوق الإنسان أن الاشتباكات استمرت بين تنظيم الدولة الإسلامية والقوات الكردية للسيطرة على السجن والمناطق المحيطة به. وفي مساء وليلة 21 كانون الثاني/يناير، واصلت طائرات التحالف تقديم الدعم الجوي والهجمات ضد مقاتلي داعش، وأطلقت قنابل مضيئة فوق الحسكة، كما استمر القتال العنيف على جبهة سجن الصناعة وأحياء غويران والزهور. وبحسب ما ورد تمكن مقاتلو تنظيم الدولة الإسلامية بعد ذلك من أسر العديد من مقاتلي قوات سوريا الديمقراطية. وقامو بذبح العديد من المدنيين الذين رفضوا مساعدة مقاتلو داعش الفارين بالاختبا ودنست جثثهم وسط منازلهم في الحي المحيط.

### 22 يناير
واستمر القتال ليلاً حتى الساعات الأولى من الصباح حيث حلقت مروحيات التحالف فوق المنطقة، وفي الاشتباكات الليلية قتل 5 مقاتلين أكراد و6 من مقاتلي داعش. وزعمت قوات سوريا الديمقراطية أنها تمكنت من تعقب واعتقال 41 سجينًا هاربًا آخرين، ليصل العدد الإجمالي إلى 130، ولكن لا يزال من غير المعروف عدد سجناء داعش الذين فروا من مركز الاحتجاز، الذي كان يضم ما يصل إلى 3500 سجينًا من داعش. ووقعت اشتباكات عنيفة طوال اليوم في المناطق المحيطة بسجن غويران، حيث شنت قوات التحالف غارات جوية على المواقع والمباني التي يسيطر عليها تنظيم داعش. وإرسلت مروحية هجومية أمريكية من طراز أباتشي لتمشيط المنطقة، وقامت باستهداف مجموعة من مقاتلي داعش كانو قد أقاموا مواقع تمركز في مقبرة قريبة. وقُتل فيما بعد 11 عنصراً آخر من تنظيم داعش في القتال الذي أعقب ذلك، واعتقل 6 سجناء آخرين فارين. وطالبت قوات سوريا الديمقراطية عبر مكبرات الصوت مقاتلي داعش المحاصرين بالاستسلام. لكنهم تجاهلو ذلك. وبعد الاشتباكات التي دارت خلال هذا اليوم، قُتل 5 مسلحين آخرين من داعش و6 مقاتلين أكراد ومدنيين آخرين. ونشرت وكالة أعماق التابعة لتنظيم داعش لقطات تظهر رهائن داخل السجن وجثث عدد من القتلى من موظفي السجن. وذكر تقرير صادر عن شبكة استا الإعلامية الكردية العراقية أن قوات سوريا الديمقراطية اتخذت عدة مواقع لانطلاق أعمال مكافحة الشغب الأولية في سجن الصناعة. وأشاد بيان صحفي لوزارة الخارجية الأمريكية بقوات سوريا الديمقراطية "لردها السريع" في ردع المتمردين في الحسكة.

### 23 يناير
وفي الساعات الأولى من الصباح اندلعت اشتباكات عنيفة في محيط السجن والمناطق المحيطة به، حيث حاولت قوات سوريا الديمقراطية وقوات التحالف بشكل مكثف القضاء على عناصر تنظيم داعش الذين ما زالوا يقاتلون في الأحياء المجاورة. وأسفرت الاشتباكات عن مقتل 16 مقاتلاً من داعش و5 مقاتلين أكراد. وفي وقت لاحق من اليوم، استعادت القوات الكردية السيطرة على محيط السجن وتمكنت من اختراقة، مما أدى إلى اندلاع عدة معارك بالأسلحة النارية بين الجنود الأكراد ومقاتلي داعش داخل المبنى. واستمرت الاشتباكات في المناطق المحيطة بالسجن. وقتل فيها 7 من مقاتلي داعش و6 مقاتلين أكراد. وقدرت قوات سوريا الديمقراطية أن ما بين 150 إلى 200 من عناصر تنظيم الدولة الإسلامية ما زالوا يقاتلون بشكل نشط في السجن والمناطق المحيطة به، وأنهم لم يطلقوا سراح أي رهائن بعد. وأعلنوا حظر التجول لمدة أسبوع، ليشمل المدينة بأكملها، لمنع خلايا داعش من إرسال تعزيزات.

### 24 يناير
وفي الصباح، استأنفت طائرات التحالف هجماتها على مواقع داعش في السجن، وقصفت المناطق التي ما زالت تحت سيطرة سجناء داعش المسلحون. وفي وقت لاحق، اقتحمت قوات سوريا الديمقراطية الأجزاء المتبقية من السجن التي كان يسيطر عليها مقاتلو داعش المسلحون الذين رفضوا الاستسلام، وحررت العديد من الرهائن. واستمرت الاشتباكات في مناطق خارج السجن، حيث رفض عدد من مقاتلي داعش الاستسلام. وأفيد أن العشرات من مقاتلي داعش والسجناء سلموا أنفسهم للقوات الكردية بعد محاصرتهم داخل سجن الصناعة. وفي وقت لاحق من اليوم، جرت مفاوضات بين قوات سوريا الديمقراطية وأمير تنظيم الدولة الإسلامية المسؤول عن السجناء المسلحين بشأن وضع الرهائن الذين احتجزهم تنظيم الدولة الإسلامية في السجن. واتفق الجانبان على إطلاق سراح بعض الرهائن مقابل معالجة مقاتلي داعش المصابين في عيادة ميدانية. وتوفي خمسة من مقاتلي داعش متأثرين بجراحهم قبل أن يتمكنوا من تلقي العلاج. وأفادت التقارير أن مجموعة من مقاتلي تنظيم الدولة الإسلامية الأجانب ما زالوا يرفضون الاستسلام ويواصلون قتال القوات الكردية في منطقة السجن.

### 25 يناير
وبعد الاتفاق الذي تم التوصل إليه بين تنظيم الدولة الإسلامية وقوات سوريا الديمقراطية، أطلق تنظيم الدولة الإسلامية سراح 15 رهينة، وترك الـ 27 رهينة المتبقية في الأسر. وقد وصل عدد أسرى ومقاتلي داعش الذين استسلموا أو أعيد اعتقالهم إلى 600 على الأقل. واستؤنفت الاشتباكات في المناطق المحيطة بالسجن خلال عمليات التمشيط التي قامت بها القوات الكردية وقوات التحالف، مما أسفر عن مقتل 7 مقاتلين آخرين من داعش. وفي وقت لاحق من اليوم، قامت قوات سوريا الديمقراطية والتحالف بتطهير مبنى كامل من سجن الصناعة من مسلحي داعش. ودخلت مدرعات التحالف مجمع السجن وسط إطلاق نار من مسلحي داعش. وأجلت قوات سوريا الديمقراطية 50 سجيناً آخر من تنظيم الدولة الإسلامية من المنطقة.

### 26 يناير
واستمرت الاشتباكات في حيي الزهور والغويران، حيث شنت القوات الكردية وقوات التحالف سلسلة من عمليات التمشيط للقضاء على من تبقى من مقاتلي داعش. وقتل خلال هذه العمليات 5 مقاتلين من داعش و4 مقاتلين من قوات سوريا الديمقراطية. وإطلق سراح 17 رهينة آخرين من أسر تنظيم الدولة الإسلامية في سجن الصناعة.

### 27 يناير
بحلول 27 يناير، استعادت قوات سوريا الديمقراطية وقوات التحالف جزءًا كبيرًا من سجن الصناعة واستسلمت الكثير من قوات تنظيم الدولة الإسلامية أو قُتلت. استمرت الاشتباكات حيث رفض ما بين 20 إلى 40 من مقاتلي تنظيم الدولة الإسلامية الاستسلام وتحصنوا في قبو إحدى زنازين السجن. وخلال اقتحام السجن، بين مساء يوم 26 يناير/كانون الثاني وصباح 27 يناير/كانون الثاني، قُتل 26 مسلحاً من تنظيم الدولة الإسلامية و5 مقاتلين من قوات سوريا الديمقراطية. وفي وقت لاحق من اليوم، قُتل 17 مقاتلاً آخرين من داعش في اشتباكات عنيفة مع القوات الكردية في سجن الصناعة وما حوله.

### 28 يناير
واستمرت الاشتباكات في حيي غويران والزهور بين مقاتلي داعش وقوات سوريا الديمقراطية. واستمرت الاشتباكات في مناطق معينة من سجن الصناعة حيث لا يزال "العشرات" من مقاتلي داعش يرفضون الاستسلام ويتواجدون في قبو السجن بعيدًا عن متناول الغارات الجوية. قُتل 18 مقاتلاً من قوات سوريا الديمقراطية و7 مسلحين آخرين من داعش في الاشتباكات. وفي وقت لاحق من اليوم، وخلال عملية تمشيط في أحد الأحياء المجاورة، قُتل أحد مقاتلي القوات الخاصة التابعة لقوات سوريا الديمقراطية برصاص مسلح من تنظيم الدولة الإسلامية، والذي قُتل هو بعد أن قامت قوات سوريا الديمقراطية بتفجير مخبئه.

### 29 يناير
قامت مجموعة من 3 انتحاريين من تنظيم داعش باحتجاز 4 مدنيين كرهائن بينهم رئيس الحي في حي كومين بالحسكة. وسرعان ما حاصر مقاتلو قوات سوريا الديمقراطية المبنى الذي احتلوه. جاء ذلك بعد تجدد الاشتباكات في المناطق المحيطة بالسجن. لاحقاً، شن مقاتلو قوات سوريا الديمقراطية، بإشراف القوات الأمريكية، عملية لتحرير الأسرى. وقد انتحر اثنان من انتحاريي تنظيم الدولة الإسلامية، فيما قتل الثالث برصاص قوات سوريا الديمقراطية (SDF). واعتقل ستة مقاتلين آخرين من داعش خلال المداهمات. وفي وقت لاحق من اليوم، قُتل 5 مقاتلين من داعش خلال اشتباكات مع قوات سوريا الديمقراطية في سجن الصناعة. وبعد فترة وجيزة، استسلم أمير داعش "أبو عبيدة" ومجموعة من 20 مقاتلاً آخرين لقوات سوريا الديمقراطية في سجن الصناعة.

### 30-31 يناير
واستمرت الاشتباكات ليوم آخر. في 30 يناير، استعادت قوات سوريا الديمقراطية السيطرة الكاملة على سجن الصناعة والأحياء المحيطة به، منهية بذلك معركة استمرت 10 أيام. كما قُتل 4 مقاتلين آخرين من قوات سوريا الديمقراطية، بينما اعتقل 3 مسلحين آخرين من داعش.  في وقت مبكر من يوم 31 يناير، أعلنت قوات سوريا الديمقراطية أنها استعادت السيطرة الكاملة على المنطقة. وبعد ذلك، قامت قوات سوريا الديمقراطية بتمشيط المدينة والبلدات المجاورة بحثاً عن مزيد من مقاتلي داعش. وكان الهجوم على السجن هو الأكبر والأكثر دموية في المعارك التي يشارك فيها تنظيم الدولة الإسلامية في المنطقة منذ أوائل عام 2019، عندما فقدوا آخر معقل لهم .